# Велико Требељево
Велико Требељево (словен. Veliko Trebeljevo) је насељено место у оквиру градске општине Љубљана, Средњесловенска регија, Словенија.

## Историја
До територијалне реорганизације у Словенији била је у саставу града Љубљане, односно старе општине Мосте-Поље.

## Територијална организација и припадност насеља
| Großtrebeleu / Велико Требељево | Großtrebeleu / Велико Требељево             | Großtrebeleu / Велико Требељево                                        | Großtrebeleu / Велико Требељево                             |
| Пописна година                  | Држава/Крунска земља                        | Политички округ (округ, округ) / Судски округ (округ, округ) / општина | Насеља и делови насеља (број становника)                    |
| ------------------------------- | ------------------------------------------- | ---------------------------------------------------------------------- | ----------------------------------------------------------- |
| 1869                            | Аустроугарска, Аустријско царство / Крањска | Литија / Литија / Требељево                                            | Није посебно наведено                                       |
| 1880                            | Аустроугарска, Аустријско царство / Крањска | Литија / Литија / Требељево                                            | Требелеу / Требељево : Großtrebeleu / Велико Требељево (65) |
| 1890                            | Аустроугарска, Аустријско царство / Крањска | Литија / Литија / Требељево                                            | Требелеу / Требељево : Großtrebeleu / Велико Требељево (77) |
| 1900                            | Аустроугарска, Аустријско царство / Крањска | Литија / Литија / Требељево                                            | Требелеу / Требељево : Großtrebeleu / Велико Требељево (77) |
| 1910                            | Аустроугарска, Аустријско царство / Крањска | Литија / Литија / Требељево                                            | Требелеу / Требељево : Großtrebeleu / Велико Требељево (65) |
| Велико Требељево                |                                             |                                                                        |                                                             |
| Пописна година                  | Држава/Округ, Бановина                      | Жупанија (округ, округ) / општина                                      | Насеља и делови насеља (број становника)                    |
| 1921                            | Краљевина СХС                               |                                                                        |                                                             |
| 1931                            | Краљевина Југославија / Бановина Драва      |                                                                        |                                                             |
| Велико Требељево                |                                             |                                                                        |                                                             |
| Пописна година                  | Држава / Република                          | Жупанија (округ, округ) / општина                                      | Насеља и делови насеља (број становника)                    |
| 1948                            | ФНРЈ / НР Словенија                         | Љубљана–околина / МНО Прежгање                                         | Велико Требељево (72)                                       |
| 1953                            | ФНРЈ / НР Словенија                         | Љубљана / Бурнинг                                                      | Велико Требељево (67)                                       |
| 1961                            | ФНРЈ / НР Словенија                         | Љубљана / Мосте–Поље                                                   | Велико Требељево (51)                                       |
| 1971                            | СФРЈ / СР Словенија                         | Град Љубљана / Мосте–Поље                                              | Велико Требељево (56)                                       |
| 1981                            | СФРЈ / СР Словенија                         | Град Љубљана / Мосте–Поље                                              | Велико Требељево (60)                                       |
| 1991                            | СФРЈ / СР Словенија                         | Град Љубљана / Мосте–Поље                                              | Велико Требељево (62)                                       |
| Велико Требељево                |                                             |                                                                        |                                                             |
| Пописна година                  | Држава                                      | Општина                                                                | Насеља и делови насеља (број становника)                    |
| 2002                            | Словенија                                   | Градска општина Љубљана / округ Шостро                                 | Велико Требељево (77)                                       |
| 2011                            | Словенија                                   | Градска општина Љубљана / округ Шостро                                 | Велико Требељево (95)                                       |
| 2021                            | Словенија                                   | Градска општина Љубљана / округ Шостро                                 | Велико Требељево (110)                                      |

Напомена: МНО је скраћено за Месни народни одбор .

## Становништво
На попису становништва из 2021. године, Велико Требељево је имало 110 становника.
| Број становника према пописима | Број становника према пописима | Број становника према пописима | Број становника према пописима | Број становника према пописима | Број становника према пописима | Број становника према пописима | Број становника према пописима | Број становника према пописима | Број становника према пописима | Број становника према пописима | Број становника према пописима | Број становника према пописима | Број становника према пописима | Број становника према пописима | Број становника према пописима |
| ------------------------------ | ------------------------------ | ------------------------------ | ------------------------------ | ------------------------------ | ------------------------------ | ------------------------------ | ------------------------------ | ------------------------------ | ------------------------------ | ------------------------------ | ------------------------------ | ------------------------------ | ------------------------------ | ------------------------------ | ------------------------------ |
| 1869                           | 1880                           | 1890                           | 1900                           | 1910                           | 1921                           | 1931                           | 1948                           | 1953                           | 1961                           | 1971                           | 1981                           | 1991                           | 2002                           | 2011                           | 2021                           |
| 127                            | 65                             | 77                             | 77                             | 65                             |                                |                                | 72                             | 67                             | 51                             | 56                             | 60                             | 62                             | 77                             | 95                             | 110                            |

Напомена: Године 1869. није наведено, а од 1880. до 1910. исказивано као део некадашњег насеља Требељево, за које садржи податке 1869. и део података од 1880. до 1910.

### Етнички, језички и верски састав

#### Аустроугарска

##### Језички и верски састав
| Година пописа | укупно | Словеначки |
| ------------- | ------ | ---------- |
| 1869          | н/п    | н/п        |
| 1880          | 65     | 65 (100%)  |
| 1890          | 77     | 77 (100%)  |
| 1900          | 77     | 77 (100%)  |
| 1910          | 65     | 65 (100%)  |

| Година пописа | укупно | Римокатолици |
| ------------- | ------ | ------------ |
| 1869          | н/п    | н/п          |
| 1880          | 65     | 65 (100%)    |
| 1890          | 77     | 77 (100%)    |
| 1900          | 77     | 77 (100%)    |
| 1910          | 65     | 65 (100%)    |

Напомена: Ознака н/п значи да нема података или да информација није наведена.

#### ФНР/СФР Југославија

##### Национални састав
| Велико Требељево              | Велико Требељево              | Велико Требељево              |
| ----------------------------- | ----------------------------- | ----------------------------- |
| 1961                          | 1971                          | 1981                          |
| укупно: 51 Словенци 51 (100%) | укупно: 56 Словенци 56 (100%) | укупно: 60 Словенци 60 (100%) |

## Галерија
- табла на улазу у насеље
- капела